# Caveat (film)
Pour plus de détails, voir Fiche technique et Distribution.
Caveat est un film irlando-britannique réalisé par Damian Mc Carthy et sorti en 2021.

## Production
Le film est tourné à West Cork (en).

## Fiche technique
- Titre original : Caveat
- Réalisation : Damian Mc Carthy
- Scénario :
- Production :
- Musique :
- Pays d'origine : Royaume-Uni ; Irlande
- Langue originale : anglais
- Genre : horreur
- Durée : 88 minutes
- Dates de sortie : 2020

## Distribution
- Johnny French : Isaac
- Leila Sykes : Olga
- Ben Caplan : Moe Barrett

Source : rogerebert.com.